# 泸雷高速公路
泸雷高速公路是四川省的一条省级高速公路，起于四川省甘孜藏族自治州泸定县，经石棉、甘洛、美姑、雷波，于川滇界连接云南永善。

## 路段

### 泸定－石棉
泸定至石棉高速公路（又称泸石高速）起于泸定县伞岗坪附近，接 雅叶高速雅康段，经泸定南、杵坭、冷碛、德威、海螺沟景区东、得妥、挖角、安顺、石棉西，止于石棉大杉树附近，接 京昆高速雅西段，全线设置互通式立交7处，其中，枢纽式互通2处，桥隧比约88.8%，路线全长约95.8公里，主线采用双向四车道高速公路技术标准，设计速度为80公里/小时，路基宽度25.5m，总工期4年，于2019年启动前期工作，于2021年3月23日全面开工。2024年12月31日，靠近雅西高速端的石棉至王岗坪互通33公里路段正式通车。

### 石棉－雷波
目前该段仅作远期展望线。